# قطعنامه ۱۶۱۰ شورای امنیت
قطعنامه ۱۶۱۰ شورای امنیت سازمان ملل متحد که در تاریخ ۳۰ ژوئن ۲۰۰۵ تصویب شد، سندی بین‌المللی دربارهٔ بررسی وضعیت در سیرالئون است. این قطعنامه طی نشست ۵۲۱۹ام با ۱۵ رای موافق، ۰ مخالف و ۰ ممتنع تصویب شد.